# スクウェア・エニックス
株式会社スクウェア・エニックス（英: SQUARE ENIX CO., LTD.）は、日本のゲームソフト販売・開発会社、出版社。株式会社スクウェア・エニックス・ホールディングスの子会社。コンピュータエンターテインメント協会正会員。略称はスクエニ、SQEX。
2008年（平成20年）10月1日の持株会社体制移行前の法人（現：スクウェア・エニックス・ホールディングス）と、移行後の法人は別の法人格であるが、商号・営業上は連続しているため、以下では特記しない限り、「スクウェア・エニックス」を名乗った法人について連続して扱う。

## 概要
2003年（平成15年）4月1日、ゲームメーカーのスクウェアとエニックスの合併により誕生した。合併手続き上はエニックスを存続会社とするが、公式には「両社が対等の精神に基づき合併する」と位置付けられる。合併については様々な理由が挙げられているが、主には次の通りである。
- 「エニックスお家騒動」に絡む出版事業の衰退
- エニックスは『ドラゴンクエストシリーズ』以外のタイトルの知名度が低いが、スクウェアは『ファイナルファンタジーシリーズ』以外のタイトルも期待度が高いといった補完関係。
- エニックスの強いアジア、スクウェアの強い北米、欧州という海外事業における補完関係。
- 発売スケジュールの調整で『ドラゴンクエストシリーズ』と『ファイナルファンタジーシリーズ』を衝突させないことで収益機会を拡大する確保。
- オンラインゲーム、モバイルゲームの時代に備え、両社のコンテンツ資産の有効活用による相乗効果を図った。
- 和田社長曰く「将来を見越しての勝ち残りのための攻めの合併」。
- エニックスがパブリッシャー（発売元）に、スクウェアがデベロッパー（開発元）に特化した制作体制であったため、これを相互補完する効果。
- 多角的メディア・プラットフォーム戦略への体制作り。

ただし、当時エニックス側の社員だった齊藤陽介は、「開発の体制でのメリットが一番大きなものであったのでは」と述べている。ちなみにスクウェアとエニックス双方の社員とも直前まで知らなかったことが明かされている。合併直前、スクウェアに対して行われたソニー・コンピュータエンタテインメントからの支援、デジキューブの倒産については後述を参照のこと。タイトーの買収については、スクウェア・エニックスに欠けているアーケードゲーム事業への進出を見越したものである。タイトーを買収したことによってアーケードゲームも幾つか製作している。

### 社名の由来
旧スクウェアは、ゴルフのアドレスやグリップ（構え）で使われる「スクウェア」（square）が由来。スクウェアには「正方形」「広場」「頑固な」「きちんとした」などの意味があり、ゴルフでは飛球線に対して90度に正対している状態を指す。問題に対して逃げ腰ではなく、直視していく企業体を目指す意味で名付けられた。ゲームソフトのクリエーター達が集まる広場「スクウェア」を意味しているのと、旧スクウェアの会社生誕の地である四国（四角形から、実際の創業は徳島県）への謝意、先端機器が整備された製作環境の中で、クリエーター達が豊かな感性と創造力を発揮し、世界に通用するエンタテインメントを提供する国際的企業となる思いが込められている。
旧エニックスの由来は、世界初のスーパーコンピュータと言われている「ENIAC」（エニアック）と不死鳥「PHOENIX」（フェニックス）をあわせた造語である。
両社の合併においてはエニックスが存続会社となり、合併比率も1：0.85と数字上エニックスに吸収される形でスクウェアは消滅したが、新社名は「スクウェア」を先に「エニックス」を後ろに据えた「スクウェア・エニックス」とした。これは単なる社名と体（存続会社）のたすきがけであり、「SQUARE ENIX」だとEが重なり、会社がひとつにまとまった感じがあることと、「エニックス・スクウェア」だとスが連続して発音しづらいことも理由である。

## 沿革

### 旧エニックス
- 1975年9月22日 - 株式会社営団社募集サービスセンター設立。
- 1980年2月 - 営団社募集サービスセンターの完全子会社として、株式会社営団社不動産設立。
- 1981年8月 - 営団社不動産が、商号を株式会社営団社システムに変更。
- 1982年8月 - 営団社システムが、商号を株式会社エニックスに変更。
  - 第一回ゲーム・ホビープログラムコンテストを主催。
- 1983年10月 - 小西六（現コニカミノルタ）との合弁により株式会社小西六エニックス設立。
- 1987年10月 - 小西六の社名がコニカに変更したことに伴い、小西六エニックスが商号をコニカエニックス株式会社に変更。
- 1988年3月 - エニックスの完全子会社としてエニックスプロダクツ株式会社を設立。
- 1989年1月 - エニックスがコニカエニックスを完全子会社化。
- 1989年4月 - 営団社募集サービスセンターが、子会社3社のエニックス（旧エニックス）、コニカエニックスおよびエニックスプロダクツを吸収合併し、商号を株式会社エニックスに変更（ただし、当時の営団社募集サービスセンターは休業状態であり、実質上の存続会社は旧エニックス）。
- 1991年8月 - 社団法人日本証券業協会に株式を店頭登録（店頭公開）。
- 1999年8月 - 東京証券取引所1部上場。

### 旧スクウェア
- 1986年9月 - 株式会社スクウェア（以下「旧スクウェア」）設立。
- 1991年4月 - 株式額面金額の変更を目的として、休眠会社を買収して商号変更した株式会社スクウェア（1966年7月11日設立）を存続会社として、旧スクウェアを吸収合併。
- 1994年8月 - 日本証券業協会に株式を店頭登録（店頭公開）。
- 1999年6月 - スクウェアの完全子会社として下記の4社を設立。7月にスクウェアの事業の一部をそれぞれに営業譲渡。
  - スクウェアの完全子会社として株式会社スクウェアヴィジュアルワークスを設立。
  - スクウェアの完全子会社として株式会社スクウェアサウンズを設立。
  - スクウェアの完全子会社として株式会社スクアーツを設立。
  - スクウェアの完全子会社として株式会社スクウェアネクスト（後に、株式会社ゲームデザイナーズ・スタジオ、株式会社SQEXを経て、株式会社タイトーと合併）を設立。
- 2000年8月 - 東京証券取引所1部上場。
- 2001年1月 - スクウェアがスクウェアヴィジュアルワークスおよびスクアーツを合併。
- 2002年4月 - スクウェアがスクウェアサウンズを合併。

### 合併後
- 2003年4月1日 - スクウェアとエニックスが合併し、商号を株式会社スクウェア・エニックスに変更（手続き上の存続会社は、エニックス）。
- 2003年7月22日 - 本社を東京都渋谷区代々木四丁目31番8号より東京都渋谷区代々木三丁目22番7号に移転。目黒区の旧スクウェア本社および、出版事業部とで分かれていた本社機能を統合。
- 2003年10月30日 - 野島一成が辞職・独立し、ステラヴィスタを設立。
- 2004年10月 - 皆葉英夫が辞職・独立し、デザイネイションを設立。作曲の植松伸夫が辞職・独立し、SMILEPLEASEを設立。
- 2005年8月22日 - タイトーを株式公開買い付け（TOB）にて買収すると発表。8月23日から9月21日までTOBを実施。
- 2005年9月28日 - タイトー株式の93.7%を取得し、連結子会社とする。
- 2006年3月31日 - スクウェア・エニックスの子会社2社の株式会社SQEX（1999年6月設立の完全子会社）とタイトーが合併。完全子会社であったSQEXを存続会社とし、タイトーを産業活力再生特別措置法に基づく金銭交付方式で吸収合併したのち、SQEXからタイトーに社名変更する方式により、タイトーを完全子会社化した。
- 2006年5月 - 女性向けファッションとソーシャルゲームを融合させたソーシャル・ネットワーキング・サービス (SNS)「スタイルウォーカー」および運営会社をゼイヴェルと共同で設立。その後SNS事業は2010年にニフティに譲渡、同社およびソーシャルゲーム事業は2011年にタイトーに合併された[5]。
- 2006年12月 - チョコボ・モーグリ・ラビ・フラミーなどのデザインを手がけた石井浩一を中心とした社員が辞職・独立し、グレッゾを設立。
- 2008年4月 - モバイルコンテンツ部門を専門的に管理・運営を行う株式会社スクウェア・エニックス モバイルスタジオを北海道札幌市に設立。
- 2008年8月28日 - テクモに対して、友好的な株式公開買い付けを提案。しかし同社がコーエーとの経営統合協議に入ったため、9月5日に提案撤回。
- 2008年10月1日 - 商号を株式会社スクウェア・エニックス・ホールディングスに変更。会社分割により、ゲーム事業・コンテンツ事業・出版事業などを承継する（新）株式会社スクウェア・エニックスを設立し、持株会社体制へ移行した。
- 2010年4月28日 - 日本国内向けの海外ゲーム販売レーベル「SQUARE ENIX EXTREME EDGES（スクウェア・エニックス エクストリームエッジ）」を立ち上げ。
- 2011年12月1日 - 日本国内向けのAndroidゲームポータルサイト「SQUARE ENIX MARKET（スクウェア・エニックス マーケット）」を配信開始。
- 2012年10月1日 - 本社を東京都新宿区新宿六丁目27番30号（新宿イーストサイドスクエア）に移転した。
- 2013年6月 - 松田洋祐が代表取締役社長に就任。
- 2014年5月 - 『月刊ビッグガンガン』の連載漫画「ハイスコアガール」作中でのゲームキャラクター無断使用を巡り、SNKプレイモアとの間で法的係争が始まる。本社家宅捜索、役員を含む書類送検に発展し、法学者らから刑事手続の適用に反対声明が出されるなど話題になった。詳細はハイスコアガール#著作権侵害問題・刑事告訴事件を参照。
- 2015年8月24日 - 「ハイスコアガール」に関する刑事及び民事紛争について、SNKプレイモアの大株主であるLedo Millenniumとの間で紛争解決について合意。SNKプレイモアとの和解が成立[6]。
- 2018年8月 - ディアステージと共同でスクウェア・エニックスプロデュースのアイドルユニット「GEMS COMPANY」を発足[7]
- 2018年10月 - 初のブロックチェーン技術を活用したNFTデジタルシール『資産性ミリオンアーサー』を発売[8]
- 2022年11月17日 - 元従業員2名が『ドラゴンクエストタクト』公表前に開発元のAimingの株を買い付けるインサイダー取引を行ったとして金融商品取引法違反の容疑で東京地方検察庁に逮捕[9]。翌18日、同事件に関わっていたとして元所属ゲームクリエイターの中裕司が逮捕[10]。12月7日、『ファイナルファンタジーVII ザ ファーストソルジャー』公表前に開発元のエイチームの株でインサイダー取引を行ったとして中と元社員が再逮捕[11]。
- 2023年4月1日 - スクウェア・エニックスおよびスクウェア・エニックス・ホールディングスを対象として、正社員の基本給を平均10％、新卒者初任給を平均27％への引き上げを実施[12]。
- 2023年5月1日 - 子会社の株式会社Luminous Productionsを吸収合併し、同社の全事業を承継[13]。
- 2023年6月 - 桐生隆司が代表取締役社長に就任[14]。
- 2024年3月15日 - 株式会社Tokyo RPG Factoryを吸収合併し、同社の権利義務一切を承継[15]。
- 2024年4月 - ペット（犬・猫）用グッズブランドとして「SQEX PETs」を開始[16]

## デジタルエンタテインメント事業
デジタルエンタテインメント事業では、コンピュータゲームを中心とするデジタルエンタテインメント・コンテンツの企画、開発、販売、販売許諾、運営等を行っている。

### ゲームタイトル
合併以前の旧エニックス・旧スクウェアそれぞれが開発・発売したソフトおよび廉価版「アルティメットヒッツ」と「レジェンダリーヒッツ」についてはそれぞれの項目を参照。

### 開発部門
内製のゲームソフト開発の人員は旧スクウェアタイトルに大半が集中され、旧エニックスタイトルは従来通り企画、委託開発の管理が中心であるが、旧エニックス社員も旧スクウェアソフトのチームに開発スタッフとして名を連ねていることもあり、ドラゴンクエストXのように内製の旧エニックスタイトルが生まれているほか、ファイナルファンタジーシリーズをはじめ旧スクウェアのシリーズタイトルにおいても一部開発を外部デベロッパーに委託する作品が見受けられるようになっている。
従来あった事業部制は、プロジェクトごとにチームが結成されるようになって廃されていたが、2013年12月からはビジネス・ディビジョンという区分けになった。2019年4月に再び再編が行われ、4つの開発事業本部に集約された。

#### 開発事業本部時代
| 事業本部 | 本部長          | ディビジョン  | 代表作 (PC/コンシューマー/アーケード)                  | 代表作 (ブラウザ/モバイル)                                         | 備考         |
| -------- | --------------- | ------------- | ------------------------------------------------------ | ------------------------------------------------------------------ | ------------ |
| 第一     | 北瀬佳範        | ディビジョン1 | ファイナルファンタジーVII リメイク                     |                                                                    |              |
| 第一     | 北瀬佳範        | ディビジョン2 | サガシリーズ                                           |                                                                    |              |
| 第一     | 北瀬佳範        | ディビジョン3 |                                                        |                                                                    |              |
| 第一     | 北瀬佳範        | ディビジョン4 | KINGDOM HEARTS シリーズ                                |                                                                    |              |
| 第一     | 北瀬佳範        | ディビジョン5 |                                                        |                                                                    |              |
| 第一     | 北瀬佳範        | ディビジョン6 |                                                        |                                                                    |              |
| 第二     | 三宅有          | ディビジョン1 |                                                        |                                                                    |              |
| 第二     | 三宅有          | ディビジョン2 | ドラゴンクエストビルダーズシリーズ ドラゴンクエストXII | ドラクエベビー＆キッズ～スライムとあそぼう～                       | 藤本則義所属 |
| 第二     | 三宅有          | ディビジョン3 | ドラゴンクエストX                                      |                                                                    |              |
| 第二     | 三宅有          | ディビジョン4 |                                                        |                                                                    | 齊藤陽介所属 |
| 第二     | 三宅有          | ディビジョン5 |                                                        | ドラゴンクエストモンスターズ スーパーライト ドラゴンクエストタクト | 千葉直人所属 |
| 第二     | 三宅有          | ディビジョン6 | ブレイブリーデフォルトII OCTOPATH TRAVELER             | VARIOUS DAYLIFE                                                    | 浅野チーム   |
| 第三     | 吉田直樹        |               | ファイナルファンタジーXIV ファイナルファンタジーXVI    |                                                                    | 旧第5BD      |
| 第四     | 広野啓←西角浩一 | ディビジョン1 |                                                        | とある魔術の禁書目録 幻想収束 FFBE幻影戦争                         |              |
| 第四     | 広野啓←西角浩一 | ディビジョン2 |                                                        | スクールガールストライカーズ                                       | 内製         |
| 第四     | 広野啓←西角浩一 | ディビジョン3 |                                                        | ラストイデア                                                       |              |

#### ビジネスディビジョン (BD)時代（2019年3月廃止）
| 新BD   | 旧BD     | ディビジョン・エグゼクティブ | 代表作 (PC/コンシューマー/アーケード)                                                                 | 代表作 (PC/コンシューマー/アーケード)                                                                 | 代表作 (ブラウザ/モバイル)                                                                                                | 備考                                            |
| ------ | -------- | ---------------------------- | --- | --- | --- | ----------------------------------------------- |
| 第1BD  | 第1BD    | 北瀬佳範                     | ファイナルファンタジーXIII、ファイナルファンタジーVIIリメイク                                         | ファイナルファンタジーXIII、ファイナルファンタジーVIIリメイク                                         | メビウス ファイナルファンタジー                                                                                           | 旧第1開発事業部                                 |
| 第2BD  | 第2BD    | 田畑端                       | ファイナルファンタジーXV                                                                              | ファイナルファンタジーXV                                                                              | ジャスティス モンスターズ ファイブ                                                                                        |                                                 |
| 第3BD  | 第3BD    | 橋本真司                     | ワールド オブ ファイナルファンタジー、ファイナルファンタジー エクスプローラーズ、キングダム ハーツIII | ワールド オブ ファイナルファンタジー、ファイナルファンタジー エクスプローラーズ、キングダム ハーツIII | ワールド オブ ファイナルファンタジー メリメロ、ファイナルファンタジー エクスプローラーズ フォース                         |                                                 |
| 第4BD  | 第4BD    | 間一朗                       | ディシディア ファイナルファンタジー NT、シアトリズム                                                  | ディシディア ファイナルファンタジー NT、シアトリズム                                                  | ピクトロジカ ファイナルファンタジー、グランマルシェの迷宮、スクールガールストライカーズ トゥインクルメロディーズ          |                                                 |
| 第5BD  | 第5BD    | 吉田直樹                     | ファイナルファンタジーXIV、ドラゴンクエストビルダーズ                                                 | ファイナルファンタジーXIV、ドラゴンクエストビルダーズ                                                 | ファイナルファンタジーグランドマスターズ                                                                                  |                                                 |
| 第6BD  | 第6BD    | 三宅有                       | ドラゴンクエストXI、ニーア オートマタ                                                                 | ドラゴンクエストXI、ニーア オートマタ                                                                 | ドラゴンクエスト ライバルズ                                                                                               |                                                 |
| 第7BD  | 第7BD    | 柴貴正                       | LORD of VERMILIONシリーズ、ガンスリンガー ストラトスシリーズ、フィギュアヘッズ                        | LORD of VERMILIONシリーズ、ガンスリンガー ストラトスシリーズ、フィギュアヘッズ                        | ドラゴンクエストモンスターズ スーパーライト、プロジェクト東京ドールズ                                                     | 第弐プロデューサー統括部                        |
| 第8BD  | 旧第8BD  | 広野啓                       | 聖剣伝説2 SECRET of MANA                                                                              | 聖剣伝説2 SECRET of MANA                                                                              | インペリアル サガ、ファイナルファンタジー ブレイブエクスヴィアス、アカシックリコード、神つり、刀使ノ巫女 刻みし一閃の燈火 |                                                 |
| 第8BD  | 旧第9BD  | 長谷川友洋                   | | | ファイナルファンタジー レジェンズII、ガーディアンクルスシリーズ、三国志乱舞                                               | 旧モバイル事業部                                |
| 第9BD  | 旧第11BD | 山中譲児                     | | | 戦国IXA、ドラゴンクエスト モンスターパレード、ブレイブリーアーカイブ ディーズレポート、グリムノーツ                       | 旧第2オンライン事業部                           |
| 第9BD  | 旧第12BD | 水町稔規                     | | | スクールガールストライカーズ、ポップアップストーリー                                                                      | 内製                                            |
| 第10BD | 第10BD   | 安藤武博→渡邉勇樹            | | | CHAOS RINGSシリーズ、ミリオンアーサーシリーズ                                                                             | 特モバイル二部。ラジオ「スクエニ 第10BD開発局」 |
| 第11BD | 第11BD   | 浅野智也                     | ブレイブリーデフォルトシリーズ、オクトパストラベラー                                                  | ブレイブリーデフォルトシリーズ、オクトパストラベラー                                                  | |                                                 |

また、関連会社に「スマイルラボ」と「ヒッポスラボ」が存在した。

#### 事業部制時代（廃止時期不明）
| 事業部                     | 事業部長            | 代表作 | 備考                                   |
| -------------------------- | ------------------- | --- | -------------------------------------- |
| 第1開発事業部              | 北瀬佳範            | ファイナルファンタジーシリーズ（VII、VIII、X、X-2、XIII、XV、零式、ディシディア、シアトリズム）、キングダム ハーツ シリーズ | 野村哲也、鳥山求所属                   |
| 第2開発事業部              | 河津秋敏            | サガシリーズ、ファイナルファンタジークリスタルクロニクル、聖剣伝説 LEGEND OF MANA                                           | ゲームデザイナーズ・スタジオ           |
| 第3開発事業部              | 田中弘道 (発足当時) | ファイナルファンタジーシリーズ（XI、XIV）、クロノシリーズ、ゼノギアス、デュープリズム                                       |                                        |
| 第4開発事業部              | 松野泰己 (発足当時) | ファイナルファンタジーXII、ファイナルファンタジータクティクスシリーズ、ベイグラントストーリー                               | 旧クエスト                             |
| 第5開発事業部              | 平田裕介 (発足当時) | オールスター・プロレスリングシリーズ、日米間プロ野球、武蔵伝シリーズ                                                        | 大阪事業所所属                         |
| 第6開発事業部              | 土田俊郎 (発足当時) | フロントミッションシリーズ                                                                                                  | 旧ジークラフト                         |
| 第7開発事業部              | 時田貴司 (元部長)   | 半熟英雄シリーズ、パラサイト・イヴシリーズ、バウンサー、ナナシノゲエム                                                      |                                        |
| 第8開発事業部              | 石井浩一 (発足当時) | 聖剣伝説シリーズ | 関連: ブラウニーブラウン               |
| 第9開発事業部              | 三宅有              | ドラゴンクエストシリーズ | 旧エニックスドラクエ課、関連: 堀井雄二 |
| 第10開発事業部             | 齊藤陽介            | スターオーシャンシリーズ、ヴァルキリープロファイルシリーズ、鋼の錬金術師                                                    | トライエース、山岸功典、安藤武博       |
| モバイル事業部             | 洞正浩              | 携帯電話向けコンテンツの開発                                                                                                | 田畑端                                 |
| 特モバイル二部             | 安藤武博            | スマートフォン向け新規IPコンテンツの開発 (CHAOS RINGSシリーズ、ミリオンアーサーシリーズなど)                                | 2012年4月にモバイル事業部から独立      |
| オンライン事業部           |                     | Flashによる3Dコンテンツの開発 (スクエニ メンバーズアバターなど)                                                             |                                        |
| 第二オンライン企画運営部   |                     | オンラインゲームの企画・制作・運営 (戦国IXAなど)                                                                            | 元ファンタジーアース ゼロ制作チーム    |
| コンテンツ＆サービス開発部 |                     | モンスタードラゴン |                                        |

#### 主要クリエイター・広報（一部）
2022年現在社員として所属するもののみ。（一部自己申告者のみ）50音順。
- 青木和彦
- 秋山淳
- 赤尾実
- 浅野智也
- 石山貴也
- 板鼻利幸
- 伊藤裕之
- 伊藤龍馬
- 岩崎英則
- 片山理恵子
- 河津秋敏
- 河本信昭
- 河盛慶次

- 北瀬佳範
- 小林元
- 齋藤力
- 齊藤陽介
- 柴貴正
- 渋谷員子
- 杉本浩二
- 鈴木光人
- 関戸剛
- 祖堅正慶
- 髙井浩
- 千葉広樹
- 時田貴司
- 鳥山求

- とちぼり木
- 野村哲也
- 間一朗
- 普津澤画乃新
- マイケル・クリストファー・コージ・フォックス
- 水田直志
- 皆川裕史
- 三宅有
- 吉田直樹
- 渡辺大祐

### かつて在籍したクリエイター・広報（一部）
原則として退社後も関わりのある人物。順不同。
- 坂口博信
- 田中弘道
- 植松伸夫
- 岡宮道生
- 松野泰己
- 高橋哲哉
- 石井浩一
- 加藤正人
- 野島一成
- 伊藤賢治
- 菊田裕樹
- 光田康典
- 下村陽子
- 崎元仁
- 井上信行
- 亀岡慎一
- 平田裕介

- 生田美和
- 皆葉英夫
- 福井健一郎
- 濱渦正志
- 谷岡久美
- 仲野順也
- 吉岡愛理
- 池田奈緒
- 吉田明彦
- 安藤武博
- 上国料勇
- 直良有祐
- 石元丈晴
- 藤澤仁
- 中裕司
- 橋本真司
- 幸西誠

- 青海亮太
- ネモ
- 羽入田新
- 生守一行
- 山岸功典

### 主な開発委託会社
| 開発会社                 | 開発タイトル |
| ------------------------ | --- |
| アーゼスト               | バランワンダーワールド |
| アートディンク           | トライアングルストラテジー、HD-2D版ドラゴンクエストIII |
| アカツキ                 | ロマンシング サガ リ・ユニバース |
| アクセスゲームズ         | ロードオブアルカナ、ドラッグオンドラグーン3 |
| アクセルマーク           | ディアホライゾン |
| アクワイア               | オクトパストラベラーシリーズ |
| アプシィ                 | アリスオーダー、フレイム×ブレイズ |
| アプリボット             | ニーア リィンカーネーション、FFVIIエバークライシス |
| アリカ                   | チョコボGP |
| アルテピアッツァ         | ドラゴンクエストシリーズ（PS版IV・VII、PS2版V、DS版IV・V・VI、3DS版VII）、サガシリーズ（リマスター版ロマンシング サ・ガ2、3）                                                                                      |
| イリンクス               | LEFT ALIVE |
| ILCA                     | サムライライジング、プロジェクト東京ドールズ |
| インディーズゼロ         | シアトリズムシリーズ、グランマルシェの迷宮、キングダムハーツMoM |
| インテンス               | 神つり |
| ヴァンガード             | 戦国やらいでか、プロ野球が好きだ! |
| ウインライト             | 結合男子 |
| Aiming                   | ゲシュタルト・オーディン、ドラゴンクエストタクト |
| エイチーム               | FFVIIザ・ファーストソルジャー |
| エイリム                 | FFBE、Voice of Cardsシリーズ |
| エクサム                 | ミリオンアーサーアルカナブラッド |
| NHN PlayArt              | ドラゴンクエストけしケシ! |
| epics                    | ナナシ ノ ゲエムシリーズ |
| EVOLVE                   | トワツガイ |
| オーツー                 | LAST IDEA |
| オレンジキューブ         | エンバーストーリア |
| キャトルコール           | ダンジョンエンカウンターズ |
| キャビア                 | ドラッグオンドラグーンシリーズ、ドラゴンクエスト 少年ヤンガスと不思議のダンジョン、ニーアゲシュタルト/レプリカント等                                                                                               |
| gumi                     | FFBE幻影戦争 |
| クルーズ                 | FFグランドマスターズ |
| クレイテックワークス     | ブレイブリーデフォルトII |
| ゲームスタジオ           | ロードオブヴァーミリオン(III)、星のドラゴンクエスト、刀使ノ巫女 刻みし一閃の燈火、インフィニティストラッシュ ドラゴンクエスト ダイの大冒険                                                                         |
| 元気                     | グリムシリーズ |
| コーエーテクモゲームス   | DQヒーローズ、アーケード版DFF、DFFOO、FFオリジン、DQチャンピオンズ |
| 娯匠                     | 聖剣伝説ROM、バトルオブブレイド |
| コロプラ                 | ドラゴンクエストウォーク |
| Cygames                  | ドラゴンクエストモンスターズ スーパーライト |
| サイバーコネクトツー     | FFVIIGバイク |
| G2Studios                | ワールドエンドヒーローズ |
| xeen                     | 聖剣伝説ToM、パラノマサイト、ロマンシング・サガ2 リベンジオブザセブン |
| ジュピター               | キングダムハーツCoM、すばらしきこのせかい（DS版）、ピクトロジカFF |
| シリコンスタジオ         | ブレイブリーシリーズ（セカンドまで） |
| シンクガレージ           | ロードオブヴァーミリオン(～Re:2)、シグマハーモニクス等 |
| シンク・アンド・フィール | FFXIIレヴァナント・ウイング、ブラッドオブバハムート、インペリアル サ・ガ |
| ソレイユ                 | ヴァルキリーエリュシオン |
| WFS                      | 聖剣伝説EoM |
| ツェナワークス           | DQモンスターパレード |
| DeNA                     | FFRK、ドラゴンクエスト ダイの大冒険 魂の絆 |
| ディンゴ                 | オカルトメイデン |
| ディンプス               | スクール オブ ラグナロク |
| トーセ                   | ドラゴンクエストモンスターズシリーズ(3DS版を除く)、スライムもりもりシリーズ、DQライバルズ、FINAL FANTASYシリーズ（GBA版IV・V・VI、PSP版I・II、WOFF、ピクセルリマスター版I - VI、クライシスコアFFVII リユニオン）等 |
| トイロジック             | DQXI（3DS版）、FOAMSTARS |
| ドキドキグルーブワークス | ヴァルキリーアナトミア、VARIOUS DAYLIFE |
| トライエース             | スターオーシャンシリーズ、ヴァルキリープロファイルシリーズ等 |
| ドリコム                 | WOFFメリメロ |
| ナウプロダクション       | SHOW BY ROCK!! Fes A Live、ブレイブリーデフォルト ブリリアントライツ |
| 網易                     | 叛逆性MA、聖剣伝説VoM |
| バイキング               | ガンスリンガー ストラトス、星と翼のパラドクス |
| バレット                 | サガシリーズ（サガ フロンティア リマスター、ロマンシング・サガ ミンストレルソング リマスター） |
| ハ・ン・ド               | キングダムハーツシリーズ（コーデッド、358/2days）、チョコボシリーズ、すばらしきこのせかいシリーズ（iOS版以降）、青空アンダーガールズ、春ゆきてレトロチカ等                                                         |
| B.B.スタジオ             | DQXオフライン |
| ヒストリア               | ライブ・ア・ライブ（HD-2Dリメイク） |
| プラチナゲームズ         | ニーア オートマタ、バビロンズフォール |
| フレイムハーツ           | キングスナイトWDD、アイドルファンタジー |
| ヘキサドライブ           | FF零式HD、ランページ ランド ランカーズ等 |
| ヘッドロック             | 疾走ヤンキー魂、乖離性MA、交響性MA、とある魔術の禁書目録 幻想収束、Engage Kill |
| ポケラボ                 | シノアリス |
| マトリックス             | FINAL FANTASYシリーズ（XI各追加ディスク、DS版III・IV、FFIVアフターイヤーズ、光の4戦士、FFレジェンズ等） |
| メディア・ビジョン       | ヘビーメタルサンダー、ケイオスリングス、エストポリス等 |
| Live Wire                | ハーヴェステラ |
| ラクジン                 | DS版サガシリーズ、FFEXシリーズ |
| ランカース               | ディオフィールド クロニクル |
| レベルファイブ           | ドラゴンクエストシリーズ（VIII、IX） |
| ロケットスタジオ         | ドラゴンクエストモンスターズバトルロード、超速変形ジャイロゼッター、ぐるモン |

## 出版事業
出版事業ではコミック雑誌、コミック単行本、ゲーム関連書籍等の出版、許諾等を行っている。
旧エニックスで展開されていた、1988年より開始したドラゴンクエストシリーズの公式ガイドブックやノベライズ作品・ファンブック・ゲームブックの出版部門が始まりで「ドラゴンクエストIII 新たなる伝説」に掲載された栗本和博の4コマ漫画が好評だったことからドラクエシリーズの「4コママンガ劇場」を1990年に発刊。翌年には漫画雑誌『月刊少年ガンガン』を創刊してオリジナルコミック分野に参入した。「アルティマニア」等、デジキューブ（2003年11月倒産）が行っていた旧スクウェア系の公式ガイドブックなどの出版レーベルも受け継いでいる。
ガンガン系各誌は児童誌、少年誌、少女誌の雰囲気が混在する独特の誌面により、「（スクウェア・）エニックス系漫画」というジャンルを確立している。
旧エニックスの出版事業はテレビアニメを放映した「最遊記」と「ドラゴンクエストVII 公式ガイドブック」の貢献により2001年3期には出版事業売上高98億36百万円と当時過去最高の売上を更新したが、2001年後半に多数の所属作家や編集者を失う「エニックスお家騒動」 や、2003年3期「東京アンダーグラウンド」のアニメ化効果が期待ほど得らなかったことと「スターオーシャン Till the End of Time」のガイドブックの販売が伸び悩んだ結果、2003年3期には出版事業の売上高が55億48百万円までに落ち込んだ。
2004年3月期期間においてアニメ化（テレビの提供料）に5億円を投資した「鋼の錬金術師」が大ヒットし、2005年3期には出版事業売上高が108億59百万円と初めて売上高100億円台を突破した。
2008年には『ガンガンONLINE』を創刊。出版社自身によるウェブコミック配信サイトの先駆けとなり成功をおさめ、以後他の出版社が自身でウェブコミック配信サイトを次々と立ち上げるきっかけとなった。
2019年5月ペンギン・ランダムハウスのペンギン・ランダムハウス・パブリッシャー・サービスと販売流通契約を締結して2020年2月に北米市場へ参入した
2021年1月7日に大人向けのWEB小説から良質な作品を厳選して刊行する新文芸レーベル『SQEXノベル』を創刊した。
2021年3月期にはマンガアプリ「マンガUP！」や電子書籍等のデジタル媒体での販売の増加と「地縛少年花子くん」「薬屋のひとりごと」「わたしの幸せな結婚」のヒットにより出版事業の売上高が268億43百万円、営業利益が116億87百万円となり、初めて売上高200億円台と営業利益100億円台を突破した。
2021年9月1日にBL専門レーベル「ガンガンBLiss」を創刊してBL分野に参入した。
2024年3月期には「薬屋のひとりごと」の大ヒット等により、出版事業の売上高が310億89百万円、営業利益が119億84百万円となり、初めて売上高300億円台を突破した。

### 漫画雑誌・漫画アプリ
| 誌名                                             | 創刊                             | 発売日                           | 単行本                   |
| ------------------------------------------------ | -------------------------------- | -------------------------------- | ------------------------ |
| 月刊少年ガンガン                                 | 1991年3月                        | 毎月12日                         | ガンガンコミックス       |
| 月刊Gファンタジー                                | 1993年3月                        | 毎月18日                         | Gファンタジーコミックス  |
| ヤングガンガン                                   | 2004年12月                       | 毎月第1、3金曜日                 | ヤングガンガンコミックス |
| ガンガンONLINE（ウェブコミック誌・マンガアプリ） | 2008年10月                       | 毎月第1、3月曜日、毎週木曜日更新 | ガンガンコミックスONLINE |
| 月刊ガンガンJOKER                                | 2009年4月                        | 毎月22日                         | ガンガンコミックスJOKER  |
| 月刊ビッグガンガン                               | 2011年10月                       | 毎月25日                         | ビッグガンガンコミックス |
| マンガUP!（マンガアプリ）                        | 2017年1月                        |                                  | ガンガンコミックスUP!    |
| ガンガンpixiv（ウェブコミック誌）                | 2017年2月                        |                                  | ガンガンコミックスpixiv  |
| なし（コミックシーモア先行配信）                 | なし（コミックシーモア先行配信） | なし（コミックシーモア先行配信） | ガンガンコミックスBLiss  |

過去に発行していた漫画雑誌
| 誌名               | 発行期間                | 発売日                     | 単行本                   | 備考                 |
| ------------------ | ----------------------- | -------------------------- | ------------------------ | -------------------- |
| フレッシュガンガン | 1992年4月から2010年4月  |                            | ガンガンコミックスONLINE | 少年ガンガン増刊     |
| 月刊少年ギャグ王   | 1994年3月から1999年3月  | 毎月30日発売 → 毎月3日発売 | ギャグ王コミックス       | エニックス時代に刊行 |
| 月刊ガンガンWING   | 1999年3月から2009年2月  | 毎月26日発売               | ガンガンWINGコミックス   | エニックス時代に刊行 |
| コミックバウンド   | 2000年9月から2000年11月 | 毎月第2、4火曜日発売       | ガンガンコミックス       | エニックス時代に刊行 |
| 月刊ステンシル     | 2001年2月から2003年8月  |                            | ステンシルコミックス     | エニックス時代に刊行 |
| ガンガンパワード   | 2001年3月から2009年2月  |                            | ガンガンコミックス       | エニックス時代に刊行 |
| ガンガンYG         | 2004年2月から2004年8月  |                            | ヤングガンガンコミックス | 少年ガンガン増刊     |
| ガンガンカスタム   | 2006年10月              |                            | ガンガンコミックス       | 少年ガンガン増刊     |

#### マンガ大賞の主催
- スクウェア・エニックスマンガ大賞

### 小説
- SQEXノベル（2021年1月創刊[50]）
- EXノベルズ（2005年休刊）
- スクウェア・エニックス・ノベルズ（SEN、2005年にEXノベルズを継承して創刊）
- ガンガンノベルズ（2009年にSENを継承して創刊、2013年8月刊行停止）

### ゲーム関連書籍
- SE-MOOK
  - アルティマニアシリーズ
- GAME NOVELS（1996年創刊）

## ライツ・プロパティ等事業

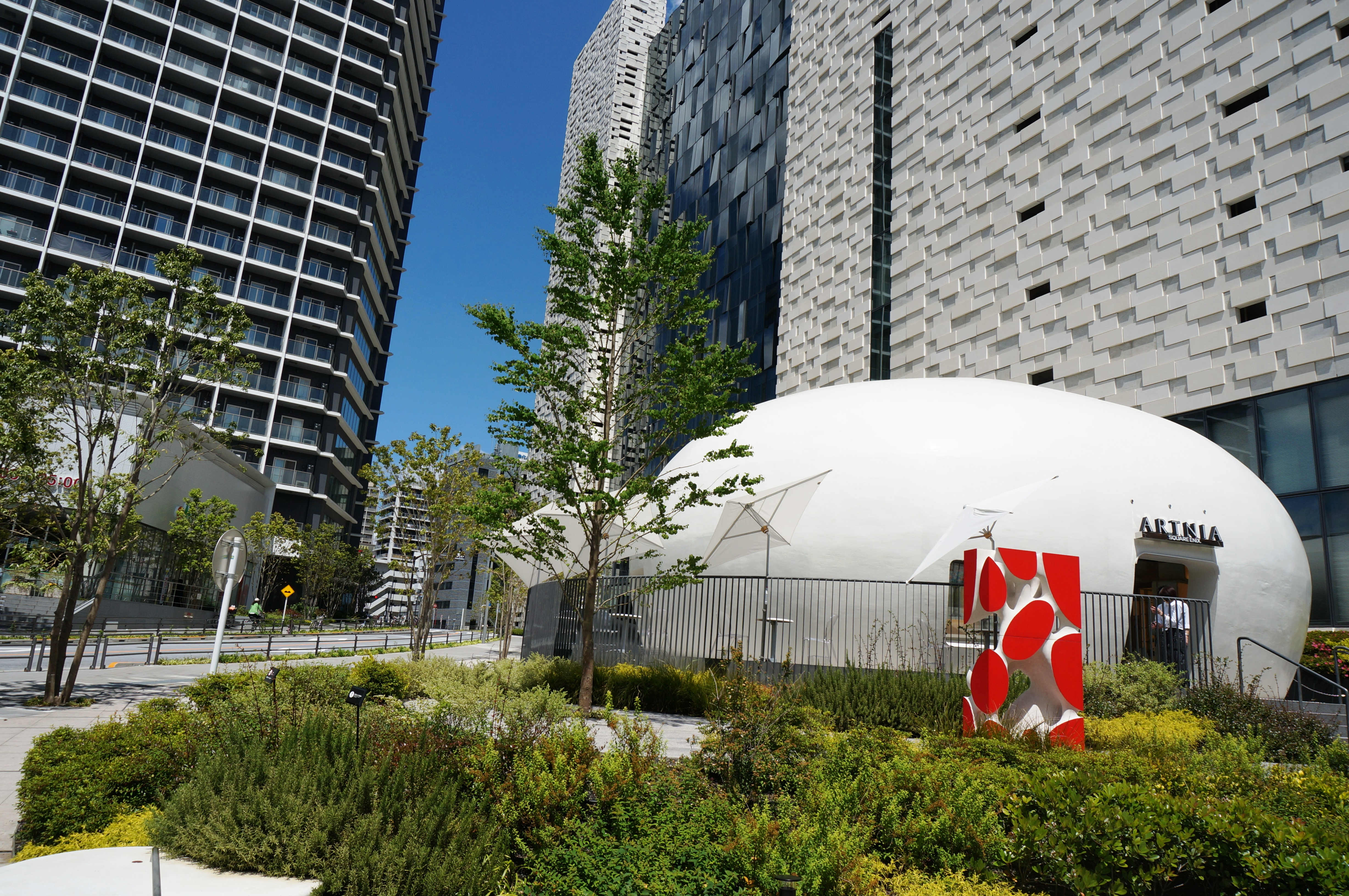
アルトニア（東新宿）

ライツ・プロパティ等事業では、当社グループのコンテンツに関する二次的著作物の企画・制作・販売及びライセンス許諾を行っている。

### ゲーム音楽専門レーベル
- SQUARE ENIX MUSIC[55]

### Eコーマス
- スクウェア・エニックス e-STORE（公式通販サイト）

### 店舗
- ARTNIA（アルトニア）[56]（公式直営店、カフェ＆バー）
- スクウェア・エニックス カフェ東京

### 商品
- シリーズオブアーツ
- バトエンGシリーズ
- ドラゴンクエストギャラリーシリーズ

## 任天堂との関係
ファミリーコンピュータ・スーパーファミコン全盛時代、ドラゴンクエストシリーズというビッグタイトルを持つエニックスは、任天堂のサードパーティーとして重要な位置にあった。ファイナルファンタジーシリーズで追いかける形にあったスクウェアは、任天堂との関係が深かった小学館（ゲーム・オン!編集部）との合同企画として1994年に『ライブ・ア・ライブ』を製作したり、1996年に『スーパーマリオRPG』を共同開発するなど、任天堂との関係を強めようと模索していた。
しかし『ライブ・ア・ライブ』はさほどヒットせず、『スーパーマリオRPG』はヒットしたものの、スクウェア側のスタッフが独立してしまうなど必ずしもスクウェアの思うようにはならなかった。この時期と前後して、『ファイナルファンタジーVII』の製作スタッフである坂口博信が「PlayStation」（PS）の描画能力に魅力を感じていたことから、FFシリーズのPSへの移籍への道を探っていた。
スクウェア自体もまたこの流れに同調し、『トレジャーハンターG』を最後に任天堂ハードへのソフト開発（NINTENDO 64（N64）用に企画していた約10タイトル含む）を中止する。鈴木尚スクウェア社長（当時）によれば、PSに独占供給を決めた際に任天堂の山内溥社長（当時）は「機種の選択という意味では仕方がない」と語っていたが、その際にスクウェアの社員がエニックスをPS陣営に誘うために、エニックスに加え他のソフトメーカー達にN64は駄目だと吹聴していたことが山内に伝わってしまったことから、任天堂との深い確執が生まれてしまうことになった。これに加えて、スクウェアの子会社デジキューブのIPOアピールの過程で、任天堂のビジネスがいかに「遅れた」ものかを喧伝してしまった。このため、ゲーム機だけではなく任天堂のビジネスそのものに難癖を付けた形になり、山内の宮本雅史への感情の縺れもあって、さらに任天堂の態度を硬化させることとなった。
時を同じくして、エニックスもソニーからドラクエシリーズの移籍の勧誘を別個で受けていたが、その際の返事は「PSの本体売り上げが一定数を越えたら考える」というものであった。その後、1997年になりエニックスは当初N64かPSかで迷っていた『ドラゴンクエストVII』をPSで開発、発売することを発表する。ただ、エニックスはスクウェアとは違い、PS参入後もドラゴンクエストモンスターズなど任天堂携帯ハード用のソフトを販売し、任天堂との関係を続けた。
2001年、スクウェアは映画事業の失敗により多額の特別損失を計上する。この時期、スクウェアは任天堂の次世代携帯型ゲーム機であるゲームボーイアドバンスへの参入を模索していたが、上述の一件が原因で当時のスクウェアは任天堂への出入りを禁止されており、山内や今西紘史広報室長（当時）が参入の可能性を強く否定するなど取引は順調には進まなかった。そうした中で行われたデジキューブの株主総会では任天堂商品が扱えないことが問題となり、株主からの「土下座してでも任天堂と和解しろ」との声にデジキューブ染野取締役（当時）が「土下座してなんとかなるものなら、いくらでもしますよ」と答えており、別の場で鈴木社長も記者に対し「交渉をやれるならやっている」と発言するなど、任天堂との関係修復は急務であった。
その後、2001年3月期決算が創業以来初めての赤字、また店頭公開以来初めての無配転落の責任を取る形でスクウェアの副社長を務めていた坂口博信が2001年2月に辞任、社長であった鈴木尚も同年12月に社長を辞任した。後任として社長に就任した和田洋一は成長戦略の一環として任天堂との取り引きを再開。2003年8月には、山内が設立した基金「ファンドQ」を用いて制作された『ファイナルファンタジー・クリスタルクロニクル』を発売、2005年10月には開発をスクウェア・エニックス、発売を任天堂が担当した『マリオバスケ 3on3』が発表され、スクウェア・エニックスから「これからも任天堂とがっちりコラボレートしていこうと思っている」との旨が語られた。その後もニンテンドーDS用ソフト『ファイナルファンタジーIII』（リメイク作品）などのヒット作が生まれ、一時は断絶関係にあった任天堂とスクウェア（現スクウェア・エニックス）の関係は修復している。
一方で、ドラゴンクエストシリーズがPSで発売された『ドラゴンクエストVII』、PS2で発売された『ドラゴンクエストVIII』のリメイクや、『ドラゴンクエストIX』以降のナンバリング最新作を任天堂ハードでも発売する中、ファイナルファンタジーシリーズはリメイク作品である『ファイナルファンタジーI・II アドバンス』、2019年にはNintendo Switch向けの移植として『ファイナルファンタジーVII』『ファイナルファンタジーIX』『ファイナルファンタジーX』『ファイナルファンタジーXII』などを発売してはいるが、『ファイナルファンタジーVII』以降のナンバリング最新作の任天堂ハード発売は大きく時期を隔てた。尚、『ファイナルファンタジーVIII』のリマスター版は他機種と同時発売している。

## その他
- 2001年に、旧エニックス、旧スクウェア、ナムコとの間で業務提携が結ばれ、エニックスオーナーの福嶋康博、スクウェアオーナーの宮本雅史、ナムコオーナーの中村雅哉との間で各社の株式の4-5%程度を相互に持ち合う事となった。その結果、スクウェア・エニックスのキャラクター商品をナムコがプライズゲーム用に商品化するなどの協力関係が築かれている。スクウェアの格闘ゲーム『エアガイツ』のアーケード版をナムコが制作したことがある。ナムコのアーケードゲーム『太鼓の達人7』において、ドラゴンクエストの楽曲を使用するなどのコラボレーションが実現している。
- エニックス出版部門は過去にエニックスお家騒動によってマッグガーデン、一迅社（旧一賽社）に分裂している。
- 合併前の旧エニックスには『ドラゴンクエスト』シリーズを制作するためだけの専門部署として「ドラクエ課」が存在した。「ドラゴンクエスト課」ではなく「ドラクエ課」が正式名称。かつて『ドラゴンクエストVI 幻の大地』が発売された頃に同作品の特集としてテレビ番組で放送され、その珍名部署が広く世に知られることとなった。課の表札も「ドラゴンクエスト課」ではなく「ドラクエ課」となっていた。後年「第9開発事業部」に再編され、珍名として知られた「ドラクエ課」の名称は消滅した。その後、更に再編されており、2021年現在の後継部署は「第2開発事業本部」である。
- 2011年9月12日から2014年1月30日まで、WEBラジオ番組『スクエニChan!』を、公式サイト内・音泉・HiBiKi Radio Station・ニコニコ動画・YouTubeにて毎週木曜日に配信していた。メインパーソナリティは、安元洋貴[64]。

## 提供番組
当社が原作コミックの発売・販売を担当している作品については記載を省略する。
近年は、SBクリエイティブが製作関与しているアニメ作品でもCMを放送することがある。

### 現在
- 最強タンクの迷宮攻略〜体力9999のレアスキル持ちタンク、勇者パーティーを追放される〜（朝日放送テレビ・テレビ朝日系）

など

### 過去
- ドラえもん（テレビ朝日版第2期）（テレビ朝日系）
- 勇者ああああ（テレビ東京系、一社提供番組）
- 鋼の錬金術師（MBS・TBS系）
- 超ロボット生命体 トランスフォーマー プライム（テレビ東京系）
- ばらかもん（日本テレビ系）[注 2]
- 魔法科高校の劣等生シリーズ（UHFアニメ）
  - 魔法科高校の劣等生 来訪者編
- とある魔術の禁書目録III（AT-X制作、UHFアニメ）
- とある科学の一方通行（AT-X制作、UHFアニメ）
- とある科学の超電磁砲T（AT-X制作、UHFアニメ）
- SHOW BY ROCK!! ましゅまいれっしゅ!!（TOKYO MX・北海道文化放送・BS11制作、UHFアニメ）
- 魔女の旅々（AT-X制作、UHFアニメ）[注 3]
- たとえばラストダンジョン前の村の少年が序盤の街で暮らすような物語（BS11制作、UHFアニメ）[注 3]
- 裏世界ピクニック（BS11制作、UHFアニメ）
- スライム倒して300年、知らないうちにレベルMAXになってました（BS11・AT-X制作、UHFアニメ）[注 3]
- 失格紋の最強賢者（UHFアニメ）[注 3]
- 日向坂46 小坂菜緒の「小坂なラジオ」（TOKYO FM、一社提供番組）[注 4]
- 日向坂46 佐々木美玲の「ホイミーぱん」（TOKYO FM、一社提供番組）[注 4]

など